# Miłoszowice (gromada)
Miłoszowice (od 31 XII 1961 Przyborowice) – dawna gromada, czyli najmniejsza jednostka podziału terytorialnego Polskiej Rzeczypospolitej Ludowej w latach 1954–1972.
Gromady, z gromadzkimi radami narodowymi (GRN) jako organami władzy najniższego stopnia na wsi, funkcjonowały od reformy reorganizującej administrację wiejską przeprowadzonej jesienią 1954 do momentu ich zniesienia z dniem 1 stycznia 1973, tym samym wypierając organizację gminną w latach 1954–1972.
Gromadę Miłoszowice z siedzibą GRN w Miłoszowicach utworzono – jako jedną z 8759 gromad na obszarze Polski – w powiecie opatowskim w woj. kieleckim, na mocy uchwały nr 13f/54 WRN w Kielcach z dnia 29 września 1954. W skład jednostki weszły obszary dotychczasowych gromad Ceber, Gorzków, Kiełczyna, Miłoszowice i Przyborowice ze zniesionej gminy Malkowice w tymże powiecie opatowskim.
Dwa dni później, 1 października 1954, gromada weszła w skład nowo utworzonego powiatu staszowskiego w tymże województwie, gdzie ustalono dla niej 15 członków gromadzkiej rady narodowej (patrz uwaga niżej!).
| Uwaga |
| --- |
| W rozporządzeniu Rady Ministrów z 11 sierpnia 1954 w sprawie utworzenia powiatu staszowskiego z dniem 1 października 1954 mowa jest o gromadzie „Przyborowice”, nie Miłoszowice. Najprawdopodobniej, zamierzany podział na gromady został zmieniony do momentu wydania uchwały 13f/54 WRN w Kielcach z 29 września 1954 o faktycznym podziale na gromady powiatu opatowskiego. Jednak nazwę zamierzanej gromady „Przyborowice” (zamiast „Miłoszowice”) przytoczono w wydanej 2 października 1954 (a więc nieco później) uchwale PPRN w Staszowie w sprawie ustalenia liczby członków gromadzkich rad narodowych; ponadto, treść zdezaktualizowanego już rozporządzenia Rady Ministrów z 11 sierpnia 1954 zacytowano w Dzienniku Urzędowym WRN w Kielcach z 31 grudnia 1954, bez korekty. Późniejsze wydanie podają już poprawnie nazwę Miłoszowice, m.in. wydawnictwa Urzędu Rady Ministrów (Biura do spraw Prezydiów Rad Narodowych) z 1956 i 1960. Gromada o nazwie Przyborowice powstała dopiero 31 grudnia 1961 w związku z przeniesieniem siedziby GRN gromady Miłoszowice z Miłoszowic do Przyborowic z wtórującą mu zmianie nazwy jednostki. |

31 grudnia 1961 gromadę Miłoszowice zniesiono w związku z przeniesieniem siedziby GRN z Miłoszowic do Przyborowic i przemianowaniem jednostki na gromada Przyborowice.